# Epirrhoe tartuensis
Epirrhoe tartuensis là một loài bướm đêm trong họ Geometridae.